# 赫尔穆特·施文
赫尔穆特·施文（德語：Helmuth Schwenn，1913年1月27日—1983年7月16日），德国男子水球运动员。他曾代表德国参加1936年夏季奥林匹克运动会水球比赛，获得一枚银牌。他也曾在1936年至1938年间获得全国锦标赛冠军。